# Myosotis sparsiflora
Myosotis sparsiflora là loài thực vật có hoa trong họ Mồ hôi. Loài này được J.C.Mikan ex Pohl mô tả khoa học đầu tiên năm 1806.